# Invasió xinesa del Tibet
La invasió xinesa del Tibet anomenada també Batalla de Chamdo fou una campanya militar dirigida pel govern xinès en contra del govern de facto independent del Tibet a Qamdo. El propòsit de la campanya fou capturar el gruix de l'exèrcit tibetà, desmoralitzar el govern de Lhasa i obligant-lo a desbloquejar mesos de negociacions per enviar negociadors a Pequín que eventualment acceptarien la sobirania xinesa sobre el territori. La campanya va tenir com a resultat la captura de Qamdo per part dels xinesos, i, finalment, la incorporació del Tibet a la República Popular de la Xina.